# Formiguer de Cordillera Azul
El formiguer de Cordillera Azul (Myrmoderus eowilsoni) és una espècie d'ocell de la família dels tamnofílids (Thamnophilidae).
Viu entre la malesa el bosc al Departament de San Martín (Perú).
És una espècie descrita recentment.